# Dąb Wernyhora
Dąb Wernyhora – pomnik przyrody, dąb szypułkowy (Quercus robur), rosnący w miejscowości Wierzbowa w pobliżu dworca kolejowego Wierzbowa Śląska, przy ul. Wierzbowa 1. Szacowany na ponad 350 lat (wykiełkował najprawdopodobniej około 1666 roku).
Należy do najstarszych drzew w  powiecie bolesławieckim oraz w Przemkowskim Parku Krajobrazowym (tu ustępuje pierwszeństwa Chrobremu), według pomiaru z 1995 roku, obwód jego pnia wynosił 480 cm. W Centralnym Rejestrze Form Ochrony Przyrody podano obwód 521 cm (nie wskazano daty pomiaru). Drzewo ma uszkodzoną korę, ubytek wgłębny w pniu oraz obcięte niektóre gałęzie.